# Justynów (powiat łódzki wschodni)
Justynów – wieś w Polsce położona w województwie łódzkim, w powiecie łódzkim wschodnim, w gminie Andrespol.
W Justynowie znajduje się Szkoła Podstawowa im. J. Brzechwy (z oddziałami przedszkolnymi), przedszkole samorządowe na ul. 
Kasprzaka i ośrodek zdrowia.
Na terenie Justynowa i Janówki funkcjonuje Stowarzyszenie Rozwoju Justynowa i Janówki, które organizuje m.in. akcję "Podziel się tym czego masz więcej", prowadzi świetlicę środowiskową i organizuje imprezy sportowe.

## Historia
23 lipca 1811 roku został zawarty akt notarialny, w wyniku którego założono kolonię Justynów. Ziemia pod przyszłą osadę wydzielona została z majątku Bedoń.
W 1943 Niemcy wprowadzili nazwę okupacyjną Justenau.
W latach 1975–1998 miejscowość należała administracyjnie do ówczesnego województwa łódzkiego.

## Sport
Na terenie Justynowa działają kluby sportowe: LZS Justynów oraz Jusport. Od 2009 co roku w kwietniu lub maju Stowarzyszenie Rozwoju Justynowa i Janówki organizuje bieg "Dycha", a od 2011 w lipcu – turniej siatkówki plażowej "Plaża Janówka".